# Ghyczy Dénes
Ghyczi, assakürthi és ablánckürthi Ghyczy Dénes (Tata, 1840. szeptember 18. – Kisigmánd, 1925. december 11.) magyar királyi udvari tanácsos, Komárom vármegye alispánja, országgyűlési képviselő.

## Élete
Ghyczy Ignác (1799-1870) az Esterházy uradalom jószágigazgatója és Laszlovszky Borbála (1803–1881) fia. Ghyczy Kálmán képviselőházi elnök, pénzügyminiszter unokaöccse. Fiai Ghyczy Dénes a magyar igazságügymisztéríum tanácsosa és Jenő külügyminisztériumi követségi titkár voltak.
Tatán és Pesten tanult. Jogot végzett, de bölcsészdoktori végzettsége is volt. Előbb szolgabíró, majd 30 évesen tatai főszolgabíró lett. 1872-től képviselő, de 1875-ben visszavonult. A pápai Esterházy uradalom (Esterházy Móric) jószágigazgatója lett. 1893-tól Komárom vármegye alispánja volt. Elődje Szombathely Győző (1830-1916) volt. Negyedszázadot töltött Komárom vármegye alispáni székében és az első világháború alatt vonult nyugalomba. Utóda 1917 decemberétől korábbi helyettese Asztalos Béla (1867-1928) vármegyei főjegyző.
Jelen volt a Jókai Egyesület alakuló közgyűlésén. A Komárom megyei Gazdasági Egyesületnek éveken át alelnöke volt.
Birtokán hunyt el végelgyengülésben. Komárom és Esztergom ideiglenesen egyesített vármegyék képviselete mellett búcsúztatták a kisigmándi kegyurasági templomban. Kisigmándon a családi sírboltban nyugszik.

## Emlékezete
- Portréja másokéval együtt Komárom vármegye tanácstermében függött[8]